# Wojciech Alojzy Zieliński
Wojciech Alojzy Zieliński herbu Ciołek (zm. przed 20 stycznia 1693) – podstarości i sędzia grodzki bełski w latach 1686–1689, podstarości horodelski w latach 1677–1686, wojski buski od 1668 roku.
Podpisał pacta conventa Michała Korybuta Wiśniowieckiego w 1669 roku.